# Trinigy
Trinigy war ein deutscher Anbieter von Spiel-Engines. Das Hauptprodukt war die Vision-Engine, die an Spieleentwickler lizenziert wurde. Das Unternehmen wurde im August 2011 von der Intel-Tochter Havok übernommen.

## Geschichte
Die Vision-Engine wurde im Jahreswechsel 2002/2003 aus der Insolvenzmasse der Vulpine GmbH gekauft und Bestandskunden deren Fortführung zugesichert. Die Vermarktung der Engine erfolgte international. 2007 gründete man mit Trinity Inc. eine Niederlassung in Austin vorwiegend als Vertriebs- und Kundendienstzentrum. Mit der Veröffentlichung der Version 7 der Vision-Engine wurde 2008 das umsatzstärkste Jahr der Firma vermeldet. Nach längerer Zusammenarbeit wurde das Unternehmen 2011 mit Middleware-Hersteller Havok zusammengeführt.